# Finale de la Coupe d'Europe des vainqueurs de coupe 1979-1980
La finale de la Coupe d'Europe des vainqueurs de coupe 1979-1980  est la 20e finale de la Coupe d'Europe des vainqueurs de coupe, organisée par l'UEFA. Ce match de football a lieu le 14 mai 1980 au Stade du Heysel à Bruxelles, en Belgique.
Elle oppose l'équipe espagnole de Valence aux Anglais d'Arsenal. C'est la première fois dans l'histoire qu'une coupe d'Europe de clubs se joue aux tirs au but en finale.
Valence remporte en effet la coupe à l'issue de la séance de tirs au but (5-4) en conclusion d'un match nul zéro partout après prolongation. Il s'agit du premier titre européen de Valence.
Le vainqueur du trophée, Valence est à ce titre qualifié pour la Supercoupe d'Europe 1980 contre Nottingham Forest, vainqueur de la Coupe des clubs champions européens.

## Parcours des finalistes
Note : dans les résultats ci-dessous, le score du finaliste est toujours donné en premier (D : domicile ; E : extérieur).
| Valence CF       | Valence CF | Valence CF | Valence CF |                     | Arsenal FC    | Arsenal FC | Arsenal FC | Arsenal FC |
| ---------------- | ---------- | ---------- | ---------- | ------------------- | ------------- | ---------- | ---------- | ---------- |
| Adversaire       | Total      | Aller      | Retour     |                     | Adversaire    | Total      | Aller      | Retour     |
| Boldklubben 1903 | 6 - 2      | 2 - 2 (E)  | 4 - 0 (D)  | Seizièmes de finale | Fenerbahçe SK | 2 - 0      | 2 - 0 (D)  | 0 - 0 (E)  |
| Glasgow Rangers  | 4 - 2      | 1 - 1 (D)  | 3 - 1 (E)  | Huitièmes de finale | FC Magdebourg | 4 - 3      | 2 - 1 (D)  | 2 - 2 (E)  |
| FC Barcelone     | 5 - 3      | 1 - 0 (E)  | 4 - 3 (D)  | Quarts de finale    | IFK Göteborg  | 5 - 1      | 5 - 1 (D)  | 0 - 0 (E)  |
| FC Nantes        | 5 - 2      | 1 - 2 (E)  | 4 - 0 (D)  | Demi-finales        | Juventus FC   | 2 - 1      | 1 - 1 (D)  | 1 - 0 (E)  |

## Finale
| 14 mai 1980 | Valence CF                                                            | 0 – 0 a. p.       | Arsenal FC                                              | Stade du Heysel, Bruxelles                        |                                                   |
| 20:15 CEST  |                                                                       |                   |                                                         | Spectateurs : 40 000 Arbitrage : Vojtěch Christov | Spectateurs : 40 000 Arbitrage : Vojtěch Christov |
| 20:15 CEST  | Rapport                                                               |                   |                                                         | Spectateurs : 40 000 Arbitrage : Vojtěch Christov | Spectateurs : 40 000 Arbitrage : Vojtěch Christov |
| 20:15 CEST  | Arias · Bonhof · Castellanos (es) · Rodríguez (en) · Solsona · Kempes | Tirs au but 5 – 4 | Rix · Hollins · Talbot · Sunderland · Stapleton · Brady | Spectateurs : 40 000 Arbitrage : Vojtěch Christov | Spectateurs : 40 000 Arbitrage : Vojtěch Christov |

|  |  |

| Valence :          |    |                              |  |      |
|                    |    |                              |  |      |
| GK                 | 1  | Carlos Santiago Pereira (gl) |  |      |
| DF                 | 2  | José Carrete (en)            |  |      |
| DF                 | 3  | Manuel Ángel Botubot (es)    |  |      |
| DF                 | 4  | Ricardo Arias                |  |      |
| DF                 | 5  | Miguel Tendillo              |  |      |
| MF                 | 6  | Daniel Solsona               |  |      |
| MF                 | 7  | Enrique Saura                |  |      |
| MF                 | 8  | Rainer Bonhof                |  |      |
| MF                 | 11 | Javier Subirats (en)         |  | 112e |
| FW                 | 9  | Mario Kempes                 |  |      |
| FW                 | 10 | Pablo Rodríguez (en)         |  |      |
| Remplaçants :      |    |                              |  |      |
| MF                 | 14 | Ángel Castellanos (es)       |  | 112e |
| Entraîneur :       |    |                              |  |      |
| Alfredo Di Stéfano |    |                              |  |      |

| Arsenal :     |    |                  |  |      |
|               |    |                  |  |      |
| GK            | 1  | Pat Jennings     |  |      |
| DF            | 2  | Pat Rice         |  |      |
| DF            | 3  | Sammy Nelson     |  |      |
| DF            | 5  | David O'Leary    |  |      |
| DF            | 6  | Willie Young     |  |      |
| MF            | 11 | Graham Rix       |  |      |
| MF            | 4  | Brian Talbot     |  |      |
| MF            | 10 | David Price (en) |  | 105e |
| MF            | 7  | Liam Brady       |  |      |
| FW            | 8  | Alan Sunderland  |  |      |
| FW            | 9  | Frank Stapleton  |  |      |
| Remplaçants : |    |                  |  |      |
| MF            | 12 | John Hollins     |  | 105e |
| Entraîneur :  |    |                  |  |      |
| Terry Neill   |    |                  |  |      |